# Індекс подібності Землі

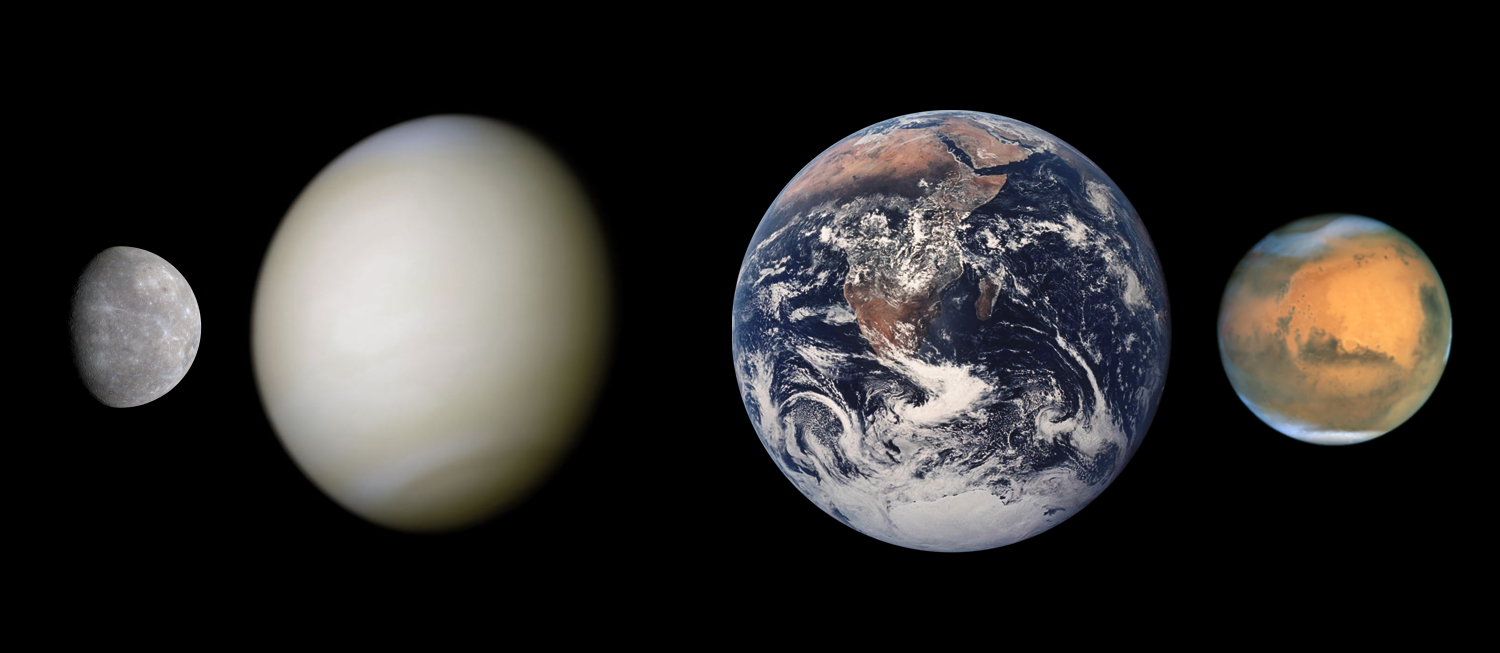
Меркурій, Венера, Земля, Марс

Індекс подібності Землі (англ. Earth Similarity Index, ESI) — індекс придатності планети або місяця для життя, розроблений міжнародною групою вчених, яку склали астрономи, планетологи, біологи і хіміки.
ESI повинен допомогти відповісти на питання, чи можуть існувати умови, схожі на земні, на інших небесних тілах. Оскільки емпірично поки відомо, що тільки земні умови можуть підтримувати життя на планеті, індекс деякого небесного тіла будується на кількох факторах його фізичної подібності з Землею: розмір, маса, щільність, відстань від зірки і температура на планеті.

## Рейтинги ESI для деяких об'єктів

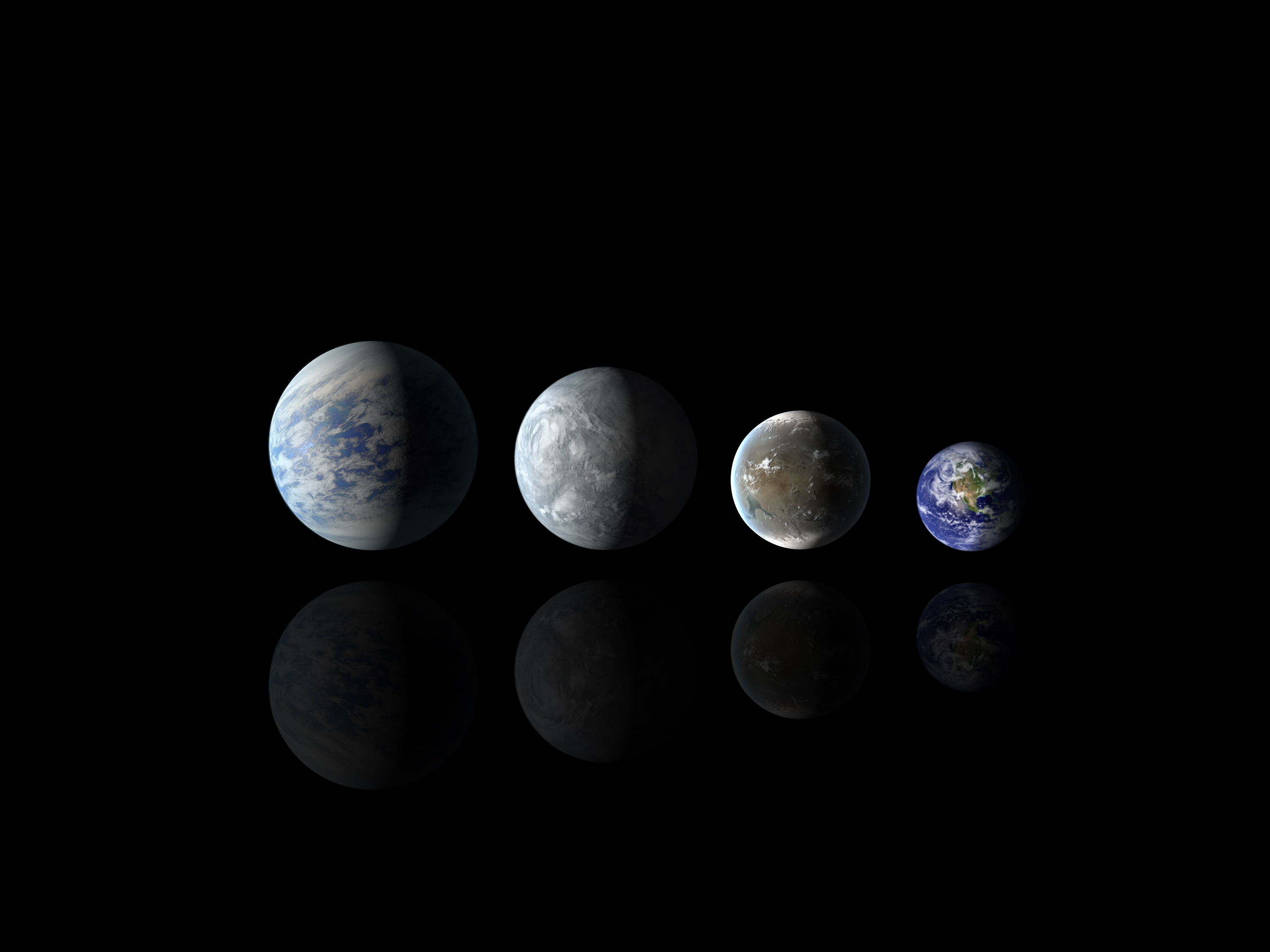

Для деяких небесних тіл як Сонячної системи, так і інших зоряних систем вчені дали оцінки індексу ESI. Для Землі індекс ESI дорівнює максимальному значенню — 1, тому що він оснований на земних умовах існування життя. Досить високо оцінили Меркурій і Місяць — небесні тіла, які не мають атмосфери, з високим перепадом денних і нічних температур на поверхні..
Екзопланети ж, наведені в таблиці, мають не тільки значну фізичну схожість із Землею, але і знаходяться в зоні життя, що робить можливим існування океанів, озер і річок.
| №  | Назва         | ESI  | SPN  | HZD   | HZC   | HZA   | pCIass           | hCIass            | Відстань, св.р. | Статус         | Відкриття |
| 1  | Земля         | 1,00 | 0,72 | -0,50 | -0,31 | -0,52 | тепла земля      | мезопланета       | 0               | не екзопланета | -         |
| 2  | Марс          | 0,70 | 0,00 | +0,33 | -0,13 | -1,12 | тепла субземля   | гіпопсихропланета | 0               | не екзопланета | -         |
| 3  | Меркурій      | 0,60 | 0,00 | -1,46 | -0,52 | -1,37 | гарячий меркурій | гіпертермопланета | 0               | не екзопланета | -         |
| 4  | Венера        | 0,44 | 0,00 | -0,93 | -0,28 | -0,70 | тепла земля      | гіпертермопланета | 0               | не екзопланета | -         |
| 5  | Kepler-438b   | 0,88 | 0,88 | -0,93 | -0,14 | -0,73 | тепла земля      | мезопланета       | 473             | підтверджена   | 2015      |
| 6  | КерІег-296 е  | 0,85 | ???  | ???   | ???   | ???   | тепла земля      | мезопланета       | 1692            | підтверджена   | 2014      |
| 7  | Глізе 667 С с | 0,84 | 0,64 | -0,62 | -0,15 | +0,21 | тепла земля      | мезопланета       | 24              | підтверджена   | 2011      |
| 8  | Kepler-442b   | 0,84 | 0,98 | -0,72 | -0,15 | +0,28 | тепла земля      | мезопланета       | 1115            | підтверджена   | 2015      |
| 9  | Kepler-62e    | 0,83 | 0,96 | -0,70 | -0,15 | +0,28 | тепла суперземля | мезопланета       | 1200            | підтверджена   | 2013      |
| 10 | Kepler-452b   | 0,83 | ???  | ???   | ???   | ???   | тепла суперземля | мезопланета       | 1402            | підтверджена   | 2015      |
| 11 | Gliese 832 c  | 0,81 | 0,96 | -0,72 | -0,15 | +0,43 | тепла суперземля | мезопланета       | 16              | підтверджена   | 2014      |
| 12 | KOI-3010.01   | 0,84 | 0,63 | -0,88 | -0,16 | -0,06 | тепла суперземля | мезопланета       | 1080            | непідтверджена | 2011      |